# Іоанникій (Образцов)
Єпископ Іоаннікій (у світі Іван Якович Образцов; 1793, Титовське, Тверське намісництво - 18 (30) квітня 1880, Ніжин, Чернігівська губернія) - єпископ Руської православної церкви, єпископ Кавказький і 8 (1835-1849), єпископ Вятський і Слобідський (1832-1835).

## Біографія
Народився 1793 року у сім'ї причетника села Титовки Якова Іванова, який служив раніше у Вишегірському повіті Олонецької єпархії.
З 1803 року навчався у Тверській духовній семінарії.
У 1814 році вступив до Санкт-Петербурзької духовної академії.
18 липня 1817 року закінчив духовну академію зі ступенем кандидата та 31 липня того ж року призначений учителем до Чернігівської духовної семінарії.
28 серпня 1819 року пострижений у чернецтво; 29 серпня висвячений в сан ієродиякона, а 30 серпня - в сан ієромонаха.
У липні 1820 призначений присутнім у Чернігівській духовній дикастерії (судовій палаті).
З 16 серпня 1821 року - ректор та професор богословських наук Мінської духовної семінарії.
16 лютого 1824 призначений настоятелем заштатного Грозівського Іоанно-Богословського монастиря; у серпні того ж року переміщений ректором до Могилівської духовної семінарії.
1 вересня 1825 року переведений до Тобольської духовної семінарії; 7 жовтня призначений настоятелем Знам'янського монастиря і 13 жовтня того ж року зведений у сан архімандрита.
З 4 січня 1826 - кафедральний цензор.
16 січня 1828 переміщений до Пермської духовної семінарії .
13 липня 1829 призначений настоятелем Нижньо-Ломовського Богородицького монастиря Пензенської єпархії і в тому ж році 27 липня - ректором Пензенської духовної семінарії.
3 квітня 1832 року хіротонізований на єпископа Вятського і Слобідського.
З 16 листопада 1835 - єпископ Оренбурзький і Уфимський.
З 20 листопада 1849 - єпископ Кавказький і Чорноморський.
Як архієрей, відрізнявся добротою і поблажливістю і користувався повагою та любов'ю тих, хто його знав. Недоліком, властивим йому, була слабкість характеру, внаслідок якої він не надавав належного впливу на хід єпархіальних справ. Церковне життя було надано власному перебігу. Безсумнівно, що в нього було багато ворогів, і цілком можливо, що всі ганебні відгуки про преосвященному були результатом їхньої неприязні.
30 жовтня 1857 року на прохання звільнений на спокій у Ніжинський Благовіщенський монастир.
В останні роки життя єпископ Іоанникій дуже погано бачив і майже зовсім не виходив зі своєї келії.
Помер 18 квітня 1880 року.
Похований у Стрітенському боці Благовіщенського монастиря.

## Твори
- Прощальная речь к Вятской пастве // Черниговские епархиальные ведомости. — 1880. — № 23.
- Слово в день Воскресения Христова // Черниговские епархиальные ведомости. — 1880. — № 23.